# 秀姑巒溪
秀姑巒溪位於台灣東南部，屬於中央管河川，以泛舟活動知名。「秀姑巒」是阿美語的台語音譯，其義為「在河口」，原指奚卜蘭島（又稱獅球嶼，為秀姑巒溪出海口的小島）。
秀姑巒溪本身發源於花蓮與台東兩縣之間的崙天山南側，但整個水系的最遠源流則為其最長支流樂樂溪（拉庫拉庫溪）的支流馬霍拉斯溪，發源於中央山脈的馬博拉斯山東側。秀姑巒溪上游原為向東流，因受阻於海岸山脈，轉而沿花東縱谷向北流，匯集各支流後在瑞穗鄉往東，經過海岸山脈後，進入太平洋，是台灣唯一一條切過海岸山脈的主要溪流。
秀姑巒溪整個水系全長則約104公里，主流則約81.15公里，流域面積廣達1790.46平方公里，平均坡度為1:34，可算是台灣東部第一大河川，也是形成花東縱谷沖積扇的主要河流。主要支流有富源溪、紅葉溪、豐坪溪、卓溪和樂樂溪。

## 地形
秀姑巒溪流域河谷平原位在花東縱谷之中段，北起花蓮溪分水嶺大富、大豐附近，南迄卑南溪之分水嶺的大坡、池上，行政轄區包括瑞穗鄉、玉里鎮及富里鄉等鄉鎮。秀姑巒溪流域河谷平原主要為沖積層及沖積扇堆積所構成，匯合清水、卓溪、它皮蘭、紅葉溪、富源溪等支流，貫穿縱谷中段，由瑞穗東迴而循海岸山脈橫谷入海，主要的沖積扇有富源沖積扇、紅葉沖積扇、豐坪溪沖積扇、樂樂溪沖積扇、崙天溪沖積扇等。富源沖積扇由富源溪沖積而成，發育不佳，以北扇為主，南扇不發育，而呈左右不對稱之偏形沖積扇，扇徑約3.8公里，扇頂高度240公尺，扇端高度約140至160公尺。紅葉沖積扇由紅葉溪沖積而成，扇徑5公里，扇頂高度180公尺，扇端高度80公尺，扇面北半部完整，南半段被舞鶴台地所阻發育不完整。豐坪溪沖積扇為豐坪溪河口所形成之沖積扇，規模較小，扇徑約1.5公里，扇頂高度110公尺，扇端高度95公尺，扇面坡度甚平緩，幾近平坦。樂樂溪沖積扇為一大型之人肩形沖積扇，北扇大而南扇較小，其平均扇徑約6公里，扇頂高度165公尺，扇端逼近海岸山脈西麓。崙天溪沖積扇扇徑約2公里，扇頂高度260公尺，扇端高度180~200公尺；扇面亦北大南小，呈一偏形沖積扇。
| 支流   | 長度（km） | 流域面積（km²） | 平均坡度 | 計畫洪水量（CMS） | 流經地區               |
| ------ | ---------- | --------------- | -------- | ----------------- | ---------------------- |
| 富源溪 | 28         | 186.9           | 1：114   | 2,540             | 瑞穗鄉、萬榮鄉         |
| 紅葉溪 | 16.7       | 65.30           | 1：57    | 2,920             | 瑞穗鄉、萬榮鄉、卓溪鄉 |
| 豐坪溪 | 37         | 286.80          | 1：155   | 3,930             | 玉里鎮、卓溪鄉         |
| 樂樂溪 | 53.76      | 628.40          | 1：122   | 8,720             | 玉里鎮、卓溪鄉         |

## 河流地形學

### 河川襲奪說
徐鐵良與陳培源於1951年提出一假說，指出數十萬年前秀姑巒溪、花蓮溪之間曾經發生河川襲奪現象。根據此一假說，古花蓮溪河道從花東縱谷南端；海岸山脈東側只有一條奇美溪。在板塊聚合的作用下，海岸山脈被持續抬升，使得奇美溪流速變快，再加上海岸山脈的八里灣層地質鬆軟，所以向源侵蝕的情況明顯，最後奇美溪在瑞穗附近切穿海岸山脈，此即河川襲奪現象。在此案例中，奇美溪為搶水河（襲奪河），瑞穗以北的花蓮溪成為斷頭河，瑞穗以南的古花蓮溪河段成為改向河，富源溪成為反流河，其中後兩者出現近乎直角的襲奪灣，並改沿著原奇美溪河道注入太平洋，即是今日的秀姑巒溪。秀姑巒溪因流量增加，使其流域內侵蝕加劇，出現曲流、河階等地形，可用回春作用解釋。

### 先行河說
「河川襲奪說」多半是基於地形學證據，但後來學界根據其他方法提出質疑。其中鄧屬予在1977年根據水量與橫谷地貌推測秀姑巒溪不具襲奪能力；若搭配海岸山脈地質與第四紀海岸山脈地盤上升，秀姑巒溪的河階、直角轉彎等地形用先行河的概念解釋更為恰當。張瑞津等人於1992年利用於德武、掃叭、鶴岡等河階的覆瓦構造推論富源溪的古流向，並根據階地分佈與傾向、岩層比對發現海岸山脈都鑾山層的階地殘餘面可比對上述河階，認為秀姑巒溪至少在五萬年前（高位河階第二階形成的年代）流路就與今日相同、係切穿海岸山脈而入海，而此處河階的形成是受地盤抬升與岩性控制的雙重影響，因此秀姑巒溪是先行河的可能性高於河川襲奪。
即便如此，「秀姑巒溪河川襲奪說」仍廣為流傳。

## 水系

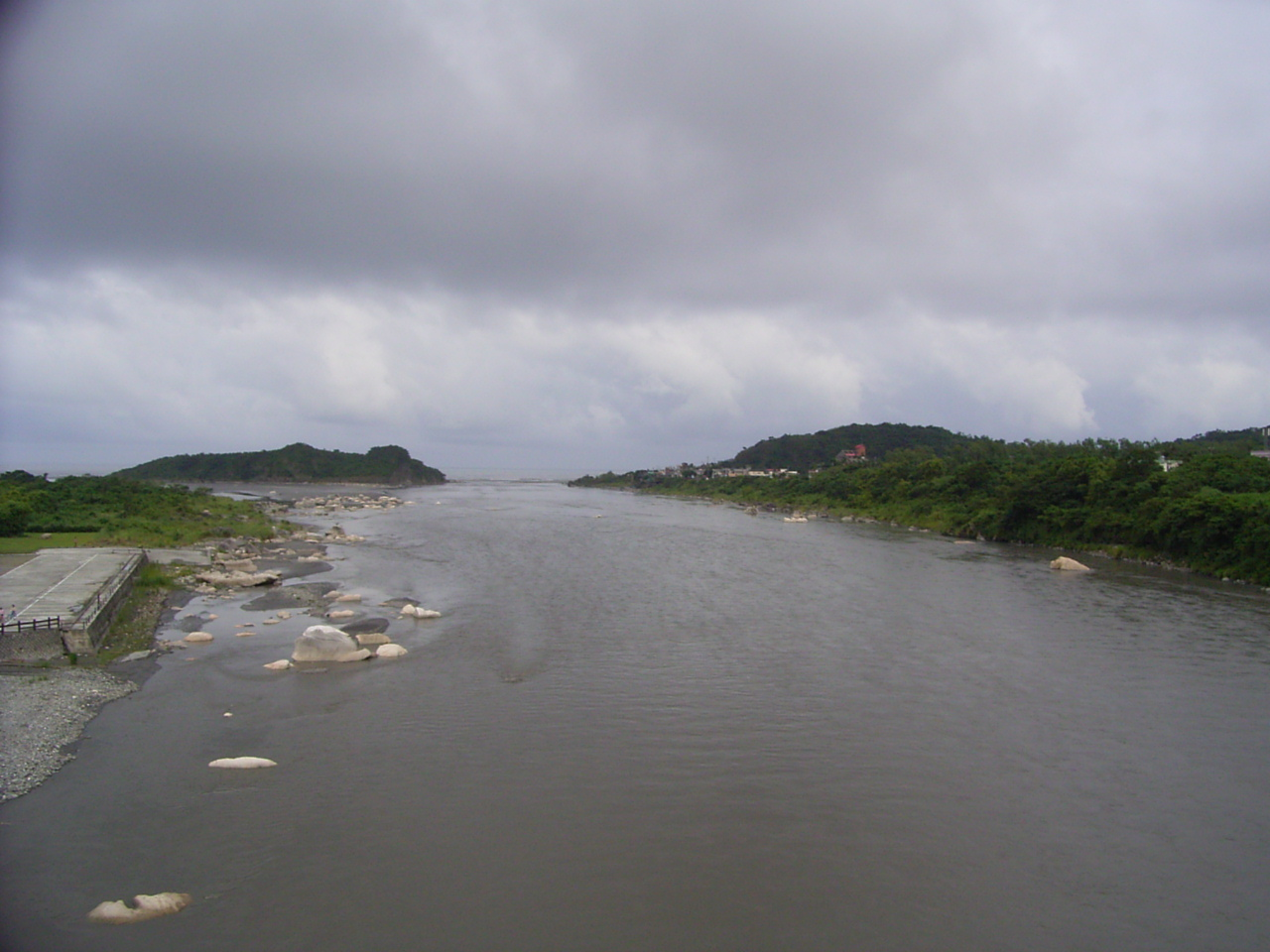
秀姑巒溪出海口有座孤立的奚卜蘭島。

以下由下游至源頭列出秀姑巒溪水系的主要河川，其中粗體字為主流河道。
- 秀姑巒溪：花蓮縣、台東縣
  - 奇美溪：花蓮縣瑞穗鄉
  - 打落馬溪：花蓮縣瑞穗鄉
  - 富源溪：花蓮縣瑞穗鄉、萬榮鄉
    - 鶴岡溪：花蓮縣瑞穗鄉
    - 富興溪：花蓮縣瑞穗鄉
    - 麻漏溪：花蓮縣萬榮鄉

  - 紅葉溪：花蓮縣瑞穗鄉、萬榮鄉、卓溪鄉
  - 苓仔溪：花蓮縣玉里鎮
  - 呂範溪：花蓮縣玉里鎮
  - 阿眉溪 (玉里鎮)：花蓮縣玉里鎮
  - 尋腰溪：花蓮縣玉里鎮
  - 豐坪溪：花蓮縣玉里鎮、卓溪鄉 
    - 太溪：花蓮縣卓溪鄉

  - 高寮溪：花蓮縣玉里鎮
  - 卓溪：花蓮縣玉里鎮、卓溪鄉
  - 源城溪：花蓮縣玉里鎮
  - 樂合溪：花蓮縣玉里鎮
    - 下勞彎溪

  - 樂樂溪 (拉庫拉庫溪)：花蓮縣玉里鎮、卓溪鄉 
    - 清水溪：花蓮縣卓溪鄉
    - 馬戛次托溪：花蓮縣卓溪鄉
    - 馬霍拉斯溪：花蓮縣卓溪鄉
    - 闊闊斯溪：花蓮縣卓溪鄉
    - 塔達芬溪：花蓮縣卓溪鄉
    - 米亞桑溪：花蓮縣卓溪鄉

  - 安通溪：花蓮縣玉里鎮、富里鄉
  - 吳再溪：花蓮縣富里鄉
  - 拱子溝溪：花蓮縣富里鄉
  - 阿眉溪：花蓮縣富里鄉
  - 磨仔溪：花蓮縣富里鄉、卓溪鄉
  - 馬加祿溪：花蓮縣富里鄉
  - 九岸溪：花蓮縣富里鄉
  - 秀巒溪：花蓮縣富里鄉、卓溪鄉
  - 螺仔溪：花蓮縣富里鄉
  - 鱉溪：花蓮縣富里鄉
  - 阿里山溪：花蓮縣富里鄉
  - 石平溪：花蓮縣富里鄉、卓溪鄉
  - 大坡溪：花蓮縣富里鄉、臺東縣池上鄉
  - 萬朝溪：臺東縣池上鄉、海端鄉
    - 龍泉溪：臺東縣海端鄉

## 主要橋樑

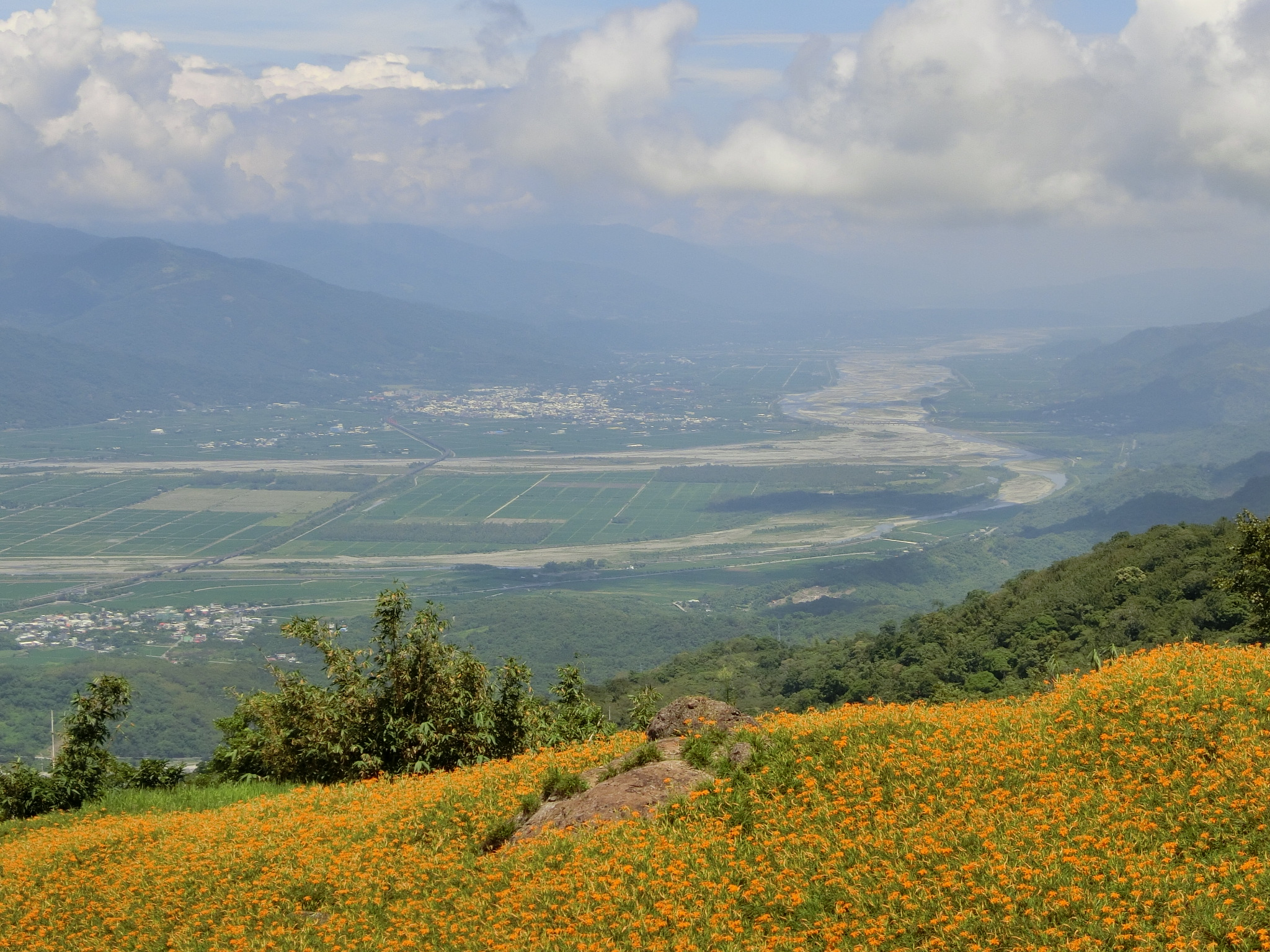
六十石山望向秀姑巒溪，與玉里鎮。

以下由河口至源頭列出主流上之主要橋樑：

### 秀姑巒溪河段
豐濱鄉
- 長虹橋（省道台11線）

瑞穗鄉
- 瑞穗大橋（縣道193號）

玉里鎮
- 高寮大橋（鄉道花68線）
- 玉里大橋（省道台9線）
- 台鐵秀姑巒溪橋（台鐵舊台東線）
- 台鐵新秀姑巒溪橋（台鐵台東線）

富里鄉
- 長富大橋（鄉道花73-1線）
- 崙天大橋（鄉道花78線）
- 明里橋
- 石平橋
- 學田橋（鄉道花81線）

### 富源溪河段
- 馬蘭鉤溪橋（省道台9線）
- 北岡大橋（鄉道花64線）
- 瑞岡橋（縣道193號）
- 和諧橋（縣道193號）
- 馬遠大橋（鄉道花60線）
- 馬遠二號橋

### 樂樂溪河段
- 台鐵樂樂溪橋（台鐵台東線）
- 卓富大橋（鄉道花75線）
- 南安橋（省道台30線）

## 觀光景點
- 秀姑漱玉：花蓮八景之一，位於台11線長虹橋附近，是散落在秀姑巒溪出海口的石灰岩，由堆積在海上的生物碎屑、化石、珊瑚礁所組成，過去這個區域也是海水溫度較為溫暖的火山島弧地區，受到板塊擠壓和地殼變動，這些火山島和珊瑚礁被抬升出水面，形成形狀各異的巨石景觀[12]。
- 奇美大峽谷
- 秀姑巒溪泛舟：秀姑巒溪在1981年左右開始發展泛舟活動，目前依然是台灣泛舟最興盛的區域。多數泛舟行程自瑞穗大橋起，到長虹橋為終點，時間約3到4小時，中間在奇美設有休息點。由於泛舟河段位於秀姑巒溪下游，水量充沛，而且無人為污染，水質良好，河道地形陡竣，平均坡度達1/34，為全台河川最陡者，沿途有無數激流、漩渦與險灘，全程充滿挑戰與刺激感，故全年皆為泛舟季節[13]。

## 外部連結
- 經濟部水利署-秀姑巒溪水系地理圖
- 洄游生物的天堂-秀姑巒溪 （页面存档备份，存于）